# Vintilonsaari
Vintilonsaari är en ö i Finland. Den ligger i sjön Orivesi och i kommunen Nyslott i  landskapet Södra Savolax, i den sydöstra delen av landet, 300 km nordost om huvudstaden Helsingfors. Öns area är 1,7 hektar och dess största längd är 260 meter i sydöst-nordvästlig riktning.